# Raionul Velîka Pîsarivka, Sumî
Velîka Pîsarivka (în ucraineană Великописарівський район, transliterat: Velîkopîsarivskîi raion) este un raion în regiunea Sumî, Ucraina. Reședința sa este așezarea de tip urban Velîka Pîsarivka.

## Demografie
Componența lingvistică a raionului Velîka Pîsarivka
     Ucraineană (72,63%)
     Rusă (26,98%)
     Alte limbi (0,17%)
Conform recensământului din 2001, majoritatea populației raionului Velîka Pîsarivka era vorbitoare de ucraineană (72,63%), existând în minoritate și vorbitori de rusă (26,98%).